# Eleição parlamentar na Letônia em 2014
A eleição parlamentar letã de 2014 foi realizada em 4 de outubro.

## Resultados eleitorais
| Partido                           | Partido                             | Votos     | %     | Cadeiras | +/–  |
| --------------------------------- | ----------------------------------- | --------- | ----- | -------- | ---- |
|                                   | Partido Social-Democrata "Harmonia" | 209 887   | 23.15 | 24       | 7    |
|                                   | Unidade                             | 199 535   | 22.01 | 23       | 3    |
|                                   | União de Verdes e Camponeses        | 178 210   | 19.66 | 21       | 8    |
|                                   | Aliança Nacional                    | 151 567   | 14.01 | 17       | 3    |
|                                   | Despertar                           | 62 521    | 6.90  | 7        | Novo |
|                                   | Aliança Regional Letã               | 60 812    | 6.71  | 8        | Novo |
| Total de votos válidos            | Total de votos válidos              | 906 538   | 99.24 | –        | –    |
| Votos inválidos (brancos e nulos) | Votos inválidos (brancos e nulos)   | 6 953     | 0.76  | –        | –    |
| Total de votos registrados        | Total de votos registrados          | 913 491   | 100   | –        | –    |
| Eleitorado apto a votar           | Eleitorado apto a votar             | 1 552 235 | 58.85 | –        | –    |